# Oreoweisia laxifolia
Oreoweisia laxifolia är en bladmossart som beskrevs av Kindberg 1888. Oreoweisia laxifolia ingår i släktet alpmossor, och familjen Dicranaceae. Inga underarter finns listade i Catalogue of Life.